# 117. peruť (Izrael)
117. peruť (hebrejsky טייסת 117‎) Izraelského vojenského letectva, také známá jako První proudová peruť, je jednotka vybavená stíhacími letouny F-16C, dislokovaná na základně Ramat David. Peruť byla historicky první izraelskou leteckou jednotkou vybavenou proudovými stroji, stíhačkami Gloster Meteor, varianty F.8, FR.9 a T.7.